# Karlovy lázně

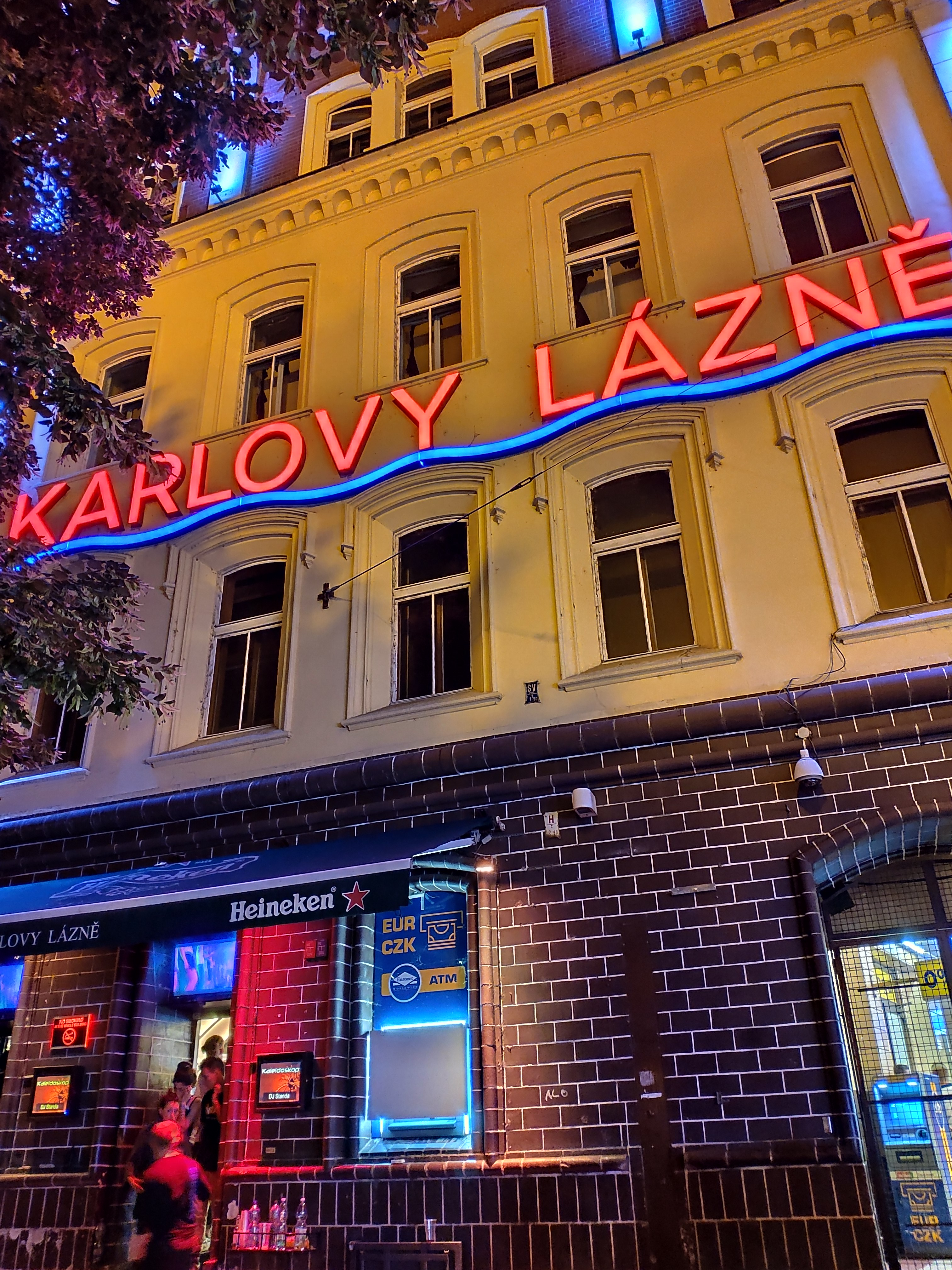
Karlovy lázně Cabaret per nit

Karlovy lázně (pronunciació txeca: [ˈkarlovɪ ˈlaːzɲɛ]: ; literalment "Balneari 'Charles'") és una discoteca de Praga, la República Txeca, situada a uns 50 metres del costat oriental del Pont de Carles a la riva del riu Vltava. L'edifici que alberga el club era un balneari datat del segle XIV, i encara conserva algunes característiques arquitectòniques originals, com ara la paret de rajoles de mosaic i les piscines-spa d'estil romà, que ara s'utilitzen com a pistes de ball. El club té cinc pisos, en cadascun dels quals sona un estil de música diferent, un fet que es reivindica sovint en el màrqueting del club.
Karlovy Lázně és la discoteca més gran de Praga, i afirma ser el complex d'oci nocturn més gran de l'Europa Central.